# Kate Hutton
Kate Hutton, de vegades sobrenomenada Earthquake Lady, Dr. Kate o Earthquake Kate, va ser una sismòloga de l'Institut de Tecnologia de Califòrnia a Pasadena, Califòrnia, on va supervisar l'activitat dels terratrèmols del sud de Califòrnia durant 37 anys.

## Primers anys
Mentre Hutton creixia, la seva família va viure en diversos estats i va passar sis anys a Taiwan. Hutton va ser astrònoma aficionada en la seva adolescència, s'interessava per tot tipus de ciències naturals, i va decidir quedar-se en els camps de les matemàtiques i les ciències.
Després de graduar-se amb el seu doctorat en astronomia, Hutton va dir que va trobar poques feines en astronomia, així que va canviar de carrera. Va afirmar que veu que l'astronomia i la sismologia són semblants: "La Terra és un planeta, després de tot, així que és una mena de qüestió de mirar cap avall en lloc de mirar cap amunt". El 1977, va començar a treballar al laboratori de sismologia de Caltech (Institut Tecnològic de Califòrnia) com a analista de dades. Va arribar a ser sismòloga sènior i va ser l'encarregada d'operar el programa de mesura de terratrèmols de Caltech, a banda també va realitzar investigacions.
Les àrees de recerca acadèmica de Hutton en sismologia incloïen la mesura de la magnitud, la sismotectònica i el desenvolupament de la xarxa sísmica del sud de Califòrnia.
Hutton va treballar en un projecte per millorar la consistència del "catàleg de terratrèmols", una llista de més de 400.000 terratrèmols al sud de Califòrnia registrats des de 1932. També va treballar en el desenvolupament de programes de seguretat contra terratrèmols, com ara el sistema d'alerta primerenca de terratrèmols estatal (Earthquake Warning System), que pot proporcionar un avís anticipat d'un terratrèmol i reduir els danys.
Hutton es va acomiadar de Caltech el 30 de gener de 2015.

## Vida privada
Hutton és operadora de ràdio aficionada amb llicència i ha participat en el Palm Springs Hamfest. També és la Section Traffic Manager de Los Angeles Section de l'American Radio Relay League, que s'anomena a si mateixa "l'associació nacional de la ràdio amateur".
Hutton és lesbiana obertament des de 1984, i sovint es considerada com una "icona lesbiana". Va fer una visita al laboratori de sismologia de Caltech per al grup de científics gais i lesbianes de Los Angeles i va acabar sortint amb el líder del grup turístic aquell any.
Hutton va ser la sismòloga consultora per la pel·lícula de monstres de 1990 Tremors, protagonitzada per Kevin Bacon.